# Robert Kramreiter
Robert Kramreiter (* 18. September 1905 in Wien; † 20. April 1965 in Mariazell) war ein österreichischer Architekt.

## Leben
Kramreiters Vater stammte aus Regelsbrunn a.d.Donau und seine Mutter aus Frainspitz in Mähren. Nach der Mittelschule lernte er den Beruf des Maurers und war auch als Zimmermann tätig.
Nach dem Besuch einer Baufachschule und Praktika bei bekannten Wiener Architekten mit Wettbewerbserfolgen wurde Kramreiter Architektur-Meisterschüler bei Peter Behrens an der Akademie der bildenden Künste Wien. 1928 diplomierte Kramreiter und erhielt das österreichische Staatsreisestipendium, den Rompreis.
Erst widmete sich Kramreiter vornehmlich dem Industriebau und Ausstellungsbauwesen. In Düsseldorf und Berlin arbeitete er an großen Ausstellungsbauten. Ende 1928 folgte Kramreiter einer Einladung von Dominikus Böhm nach Köln. In der Abteilung für kirchliche Kunst an den Kölner Werkschulen führte Böhm ein eigenes Architekturbüro. Böhm beschäftigte sich vor allem mit dem modernen Kirchenbau und Kramreiter wurde dort sein Assistent.
1933 machte sich Kramreiter in Wien selbstständig und blieb dort bis 1937. Im Jahr 1934 ehelichte er Josepha Nüttgen, ein Jahr später kam sein erstes Kind, Ingeborg Maria, in Wien zur Welt. Seine erste in Wien in Angriff genommene Arbeit war die Teilnahme am Wettbewerb für die Seipel-Dollfuß-Gedächtniskirche in Wien XV. Sein Entwurf gelangte gleichzeitig mit jenem von Clemens Holzmeister in die engste Wahl; schließlich wurde aber Holzmeister der Vorzug gegeben. Durch die damit verbundene Aufmerksamkeit der Presse und der kirchlichen Behörden erhielt Kramreiter 1933 den Auftrag zur Erbauung einer kleinen Dorfkirche in Kledering bei Schwechat. Danach baute Kramreiter diverse Kirchen in Wien und Niederösterreich, wobei er intensiv mit Pius Parsch zusammenarbeitete. Die Berufung zum ordentlichen Professor für die bautechnischen Fächer an der Staatsgewerbeschule in Wien I. erhielt er 1937.
1938 arbeitete Kramreiter in Spanien und verlegte 1941 auch seinen Wohnsitz dorthin. 1939 wurde sein erster Sohn, der spätere Fotograf Pedro Kramreiter und 1943 sein zweiter Sohn Tomás, der später eine Laufbahn als Pianist einschlug, in Madrid geboren. Während dieser Zeit entstanden zahlreiche Kirchen-, Schul-, Hotel-, Fabriks- und Hausbauten.
1950 nach Wien zurückgekehrt, plante und verwirklichte er weitere Kirchen-, Schul- und Klosterbauten. 1951 wurde er wieder Präsident der Österreichischen Gesellschaft für christliche Kunst. Am 20. April 1965 starb Robert Kramreiter-Klein im Wallfahrtsort Mariazell. Er wurde auf dem Sieveringer Friedhof bestattet.

## Ehrungen und Auszeichnungen

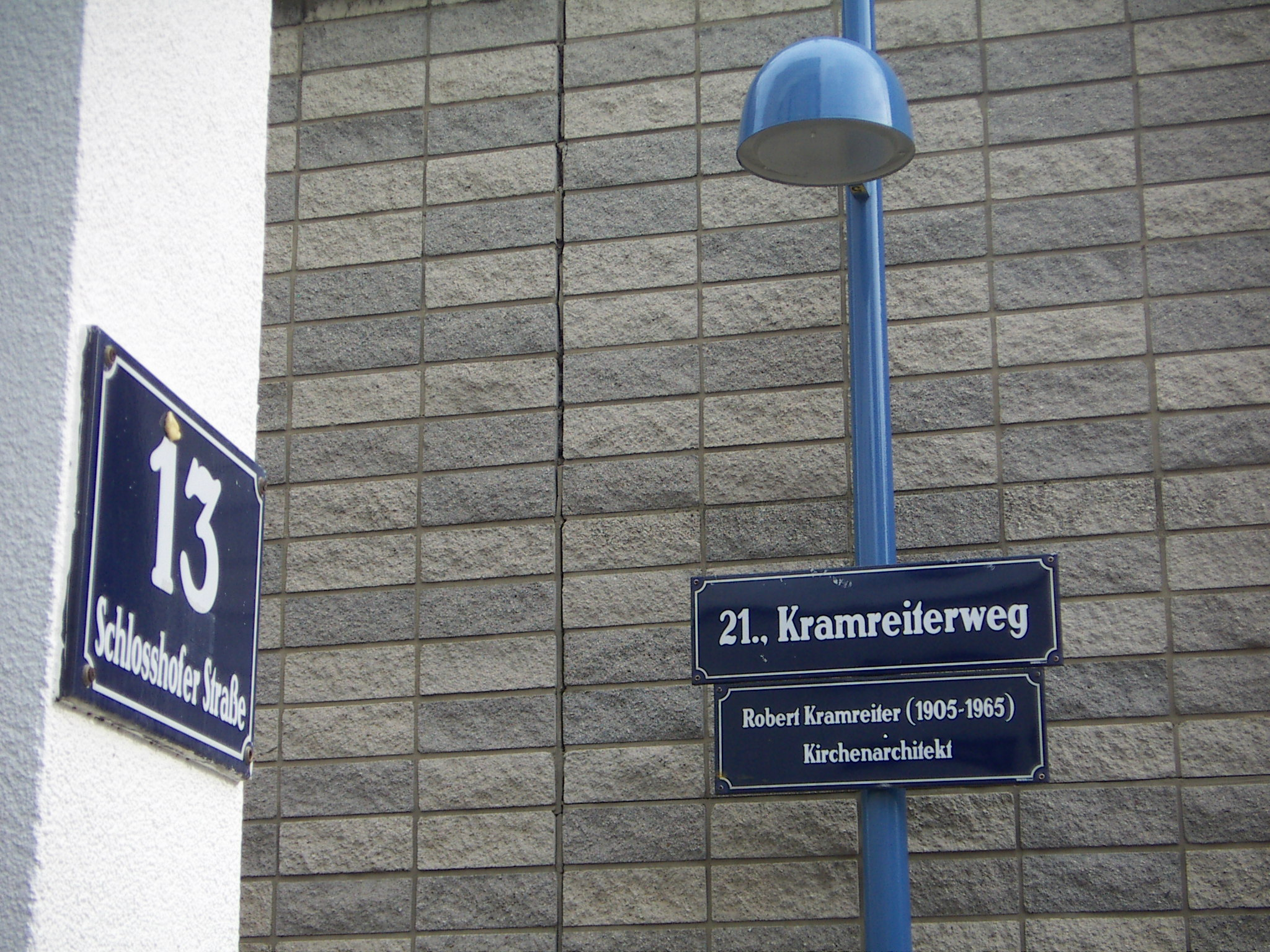
Kramreiterweg in Floridsdorf

1928 wurde Robert Kramreiter mit dem Kirchenbauer-Rompreis ausgezeichnet. Im Jahr 1957 erhielt er das Komturkreuz des Gregoriusordens durch Papst Pius XII. und wurde in den Ritterorden vom Heiligen Grab zu Jerusalem investiert. 1961 wurde er mit dem spanischen Orden Comendador de la Orden del Mérito Civil geehrt. Weiters wurde ihm 1961 der Titel Baurat honoris causa durch den österreichischen Bundespräsidenten sowie die Goldene Ehrenmedaille des Künstlerhauses durch die Gesellschaft bildender Künstler verliehen.
Im 21. Wiener Gemeindebezirk, Floridsdorf, wurden 1972 die Kramreitergasse und 1997 der Kramreiterweg nach ihm benannt. Im Scharndorfer Ortsteil Regelsbrunn (Bez. Bruck a. d. Leitha) ist er Namensgeber für den Prof.-Robert-Kramreiter-Ring.

## Werke
| - 1928: mit Walter Pind: Feuerwehrhaus Fischamend-Dorf - 1933: Erweiterungsbau: Pfarrkirche Dreimal Wunderbare Muttergottes, Wien X - 1933: Neubau: Pfarrkirche Kledering, Niederösterreich - 1933/34: mit Josef Hoffmann: Österreichischer Pavillon, auch White Cube, der Biennale di Venezia - 1933/35: mit Leo Schmoll: Neubau Pfarrkirche Königin des Friedens, Wien X - 1934: Bau der österreichischen Abteilung auf der Mostra d’Arte Sacra in Rom - 1935: Neubau: Ortskirche Engelbertkirche Hohe Wand, Niederösterreich - 1935: Bau der österr. Abt. für christl. Kunst auf der internat. Ausstellung in Budapest - 1935: Ausstellungsarbeiten in Berlin und Düsseldorf - 1936: Neubau (ausgeführt 1938/39): Pfarrkirche Edlach, Niederösterreich - 1936: Wegkapelle bei der Rodauner Zementfabrik - 1936: Umbau: St.-Gertrud-Kirche, Klosterneuburg - 1936: Neubau: Filialkirche Ortmann in Neusiedl südlich Pernitz, Niederösterreich - 1937: Pfarrkirche Bruckhaufen, Wien-Floridsdorf - 1937: Bau des St. Leopold-Altares in der Stiftskirche Klosterneuburg zum 800jähr. Jubiläum - 1937: Neubau: Katholische Pfarrkirche Floridsdorf - 1937: Neubau: Hotel in Dunalmás in Ungarn - 1937: Auftrag zum Bau des österr. Nationaldenkmals in Wien-Schönbrunn, Fasangarten, durch den österreichischen Bundeskanzler - 1938: Werke auf der Internationalen Ausstellung in Vitoria, Spanien; Einladung, am Aufbau der in dem letzten Bürgerkrieg zerstörten Heiligtümer mitzuarbeiten. - 1938/39: Eigenes Wohnhaus in Wien 19 - 1939: Erweiterungsbau: Krypta in Großweikersdorf, Niederösterreich - 1939–1950: Bauten in Spanien - Kirche in San Román de Villa (Oviedo) 1944 - Schulbauten in Madrid, Valencia, Cádiz - Deutsches Kulturinstitut in Madrid - Große Radiofabrik in Madrid - Werkstättengebäude für die AEG in Madrid - Druckereimaschinenfabrik in Madrid - Rundfunkfabrik in Getafe - Industrieanlage der Spanischen Siemens Indústria S.A. in Cornellá - Herrenhäuser in Madrid, Navacerrada, Escorial, Cornellá usw. - Deutsche Botschaft in Madrid (1940–45) - Architekt der Spanischen Siemens und Telefunken S.A. (1945–50) - Metallgussfabrik Fénix in Cornellá - Druckereimaschinenfabrik Neufville in Barcelona | - 1953: Erweiterungsbau: St.-Jakob-Kirche (Penzing) - 1953: Neubau: Pfarrkirche Liesing - 1954: Bischöfliches Knabenseminar Mattersburg der Diözese Eisenstadt, Burgenland - 1955: Neubau: Ortskirche Scheiblingstein, Niederösterreich - 1955: Organisation der Internationalen Ausstellung moderner christlicher Kunst in Wien, Sezession - 1956: Wiederaufbau: Palais Palffy am Josefsplatz in Wien - 1956: Neubau: Wohnhaus Augustinerstraße-Dorotheergasse, Wien I - 1956: Organisation der Internationalen Ausstellung moderner christlicher Kunst in Salzburg - 1956: Gründung der Salzburger Biennale - 1957 bis 1963: Neubau: Gottessiedlung zur hl. Erentrudis in der Stadt Salzburg: Pfarrkirche hl. Erentrudis, Pfarrhof, Kindergarten und Kloster mit Klosterkapelle der Eucharistieschwestern - 1958: Neubau: Pfarrkirche Maria Lourdes, Wien XII - 1958: Neubau: Pfarrkirche Neuerdberg, Wien III - 1958: Sportanlagenbau: Strebersdorf (Schulbrüder), Wien XXI - 1958: Neubau: Pallottihaus, Kapelle und Exerzitienhaus der Pallottiner, Wien XIII - 1959: Seminarbau: Unterwaltersdorf, Niederösterreich - 1959: Gedenkraum Heldentor, Äußeres Burgtor, Wien I - 1959: Erzbischöfliches Knabenseminar in Sachsenbrunn - 1960: Umbau der spanischen Botschaft in Wien - 1960: Neubau der Familienkirche in Haslau - 1961: Neubau: Passionskirche St. Margarethen, Burgenland - 1961: Umbau: Krypta in der Schottenkirche, Wien I - 1962: Neubau: Ortskirche Johnsdorf, Steiermark - 1962: Neubau: Ortskirche Viladekans, Barcelona - 1962: Neubau: Kirche Laßnitzhöhe (bei Graz), Steiermark - 1962: Neubau: St. Christoph Graz-Thondorf, Steiermark - 1962: Neubau: Theresianum Eisenstadt Schule, Kloster und Kirche am Oberberg in Eisenstadt, Burgenland - 1962: Neubau: Bischofsgruft in Eisenstadt - 1962: Neubau: Seminar und Schule, Gymnasium und Realgymnasium Sachsenbrunn in Kirchberg am Wechsel - 1964: Neubau: Pfarrkirche St. Joseph in Duisburg-Hamborn, Rennerstraße |

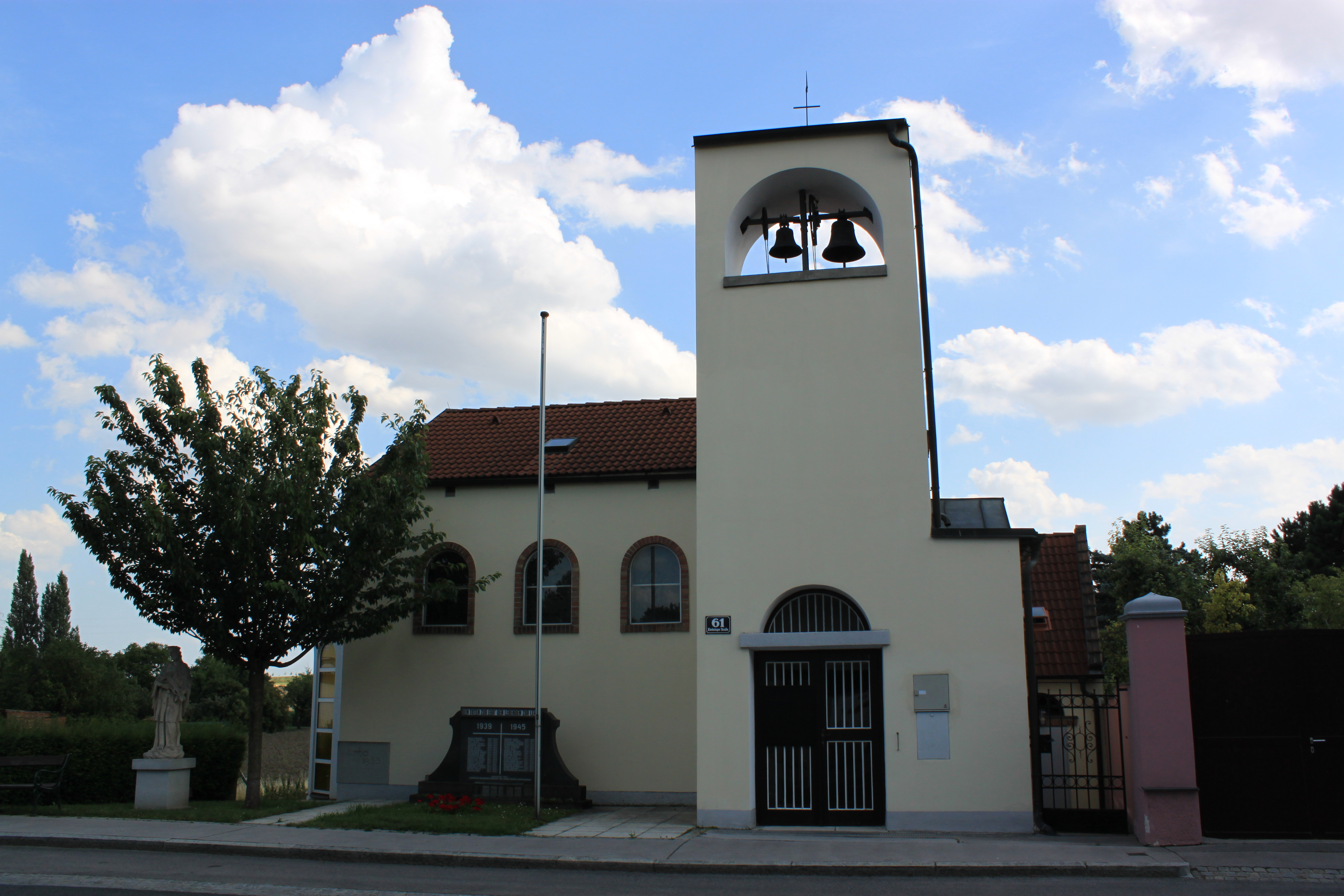
Klederinger Kirche (1933)
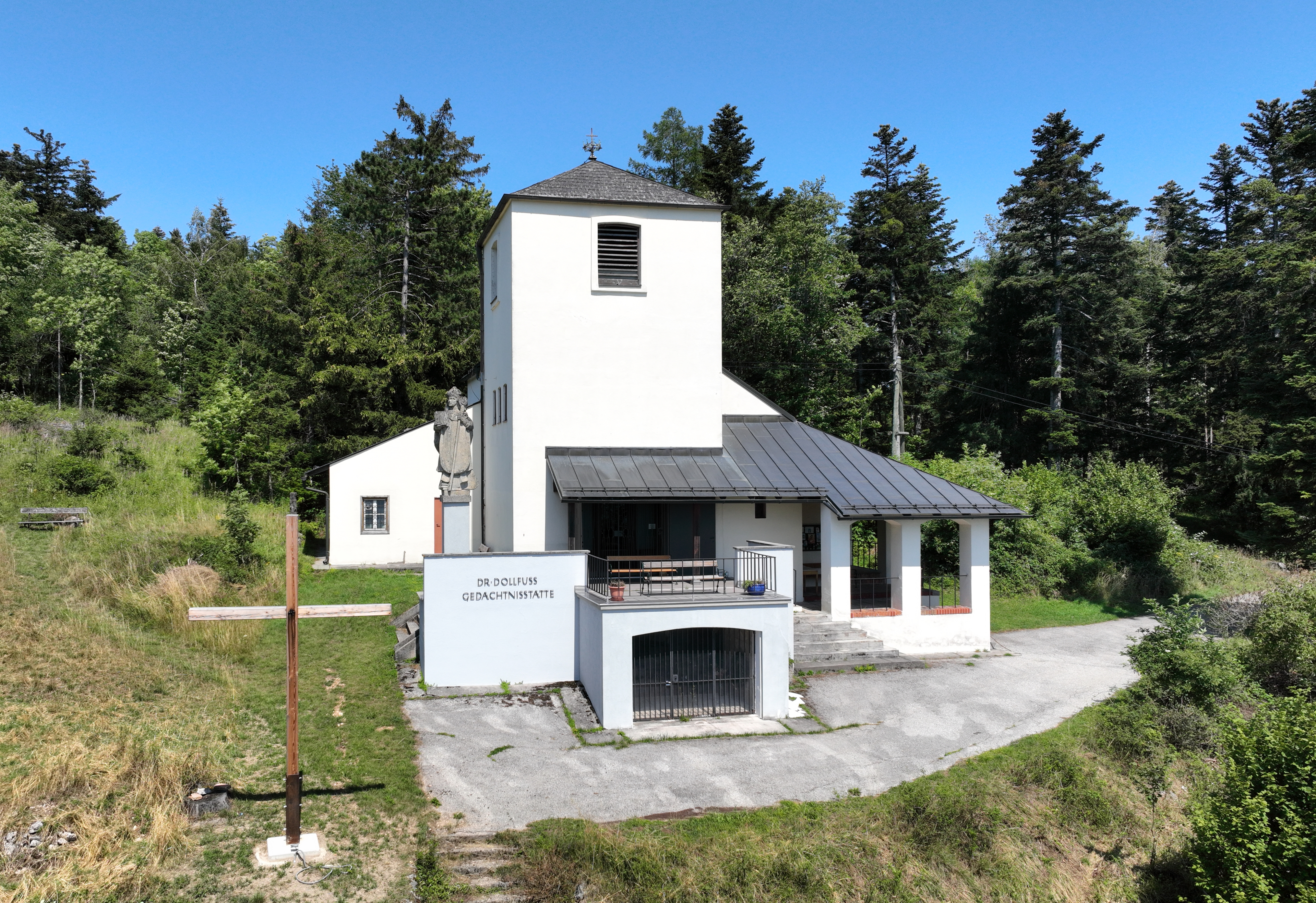
Engelbertkirche auf der Hohen Wand (1935)
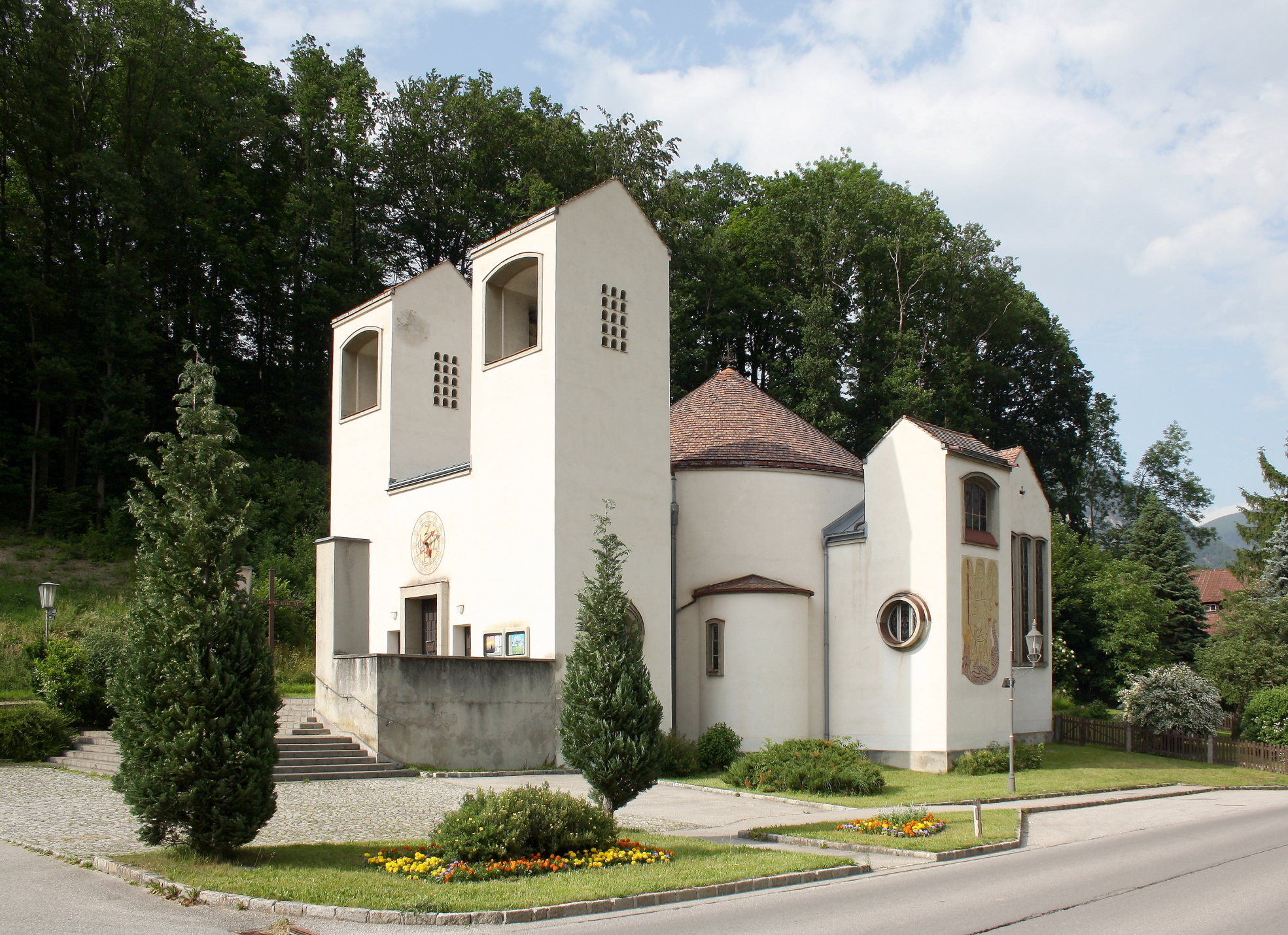
Pfarrkirche Edlach an der Rax (Entwurf 1936)
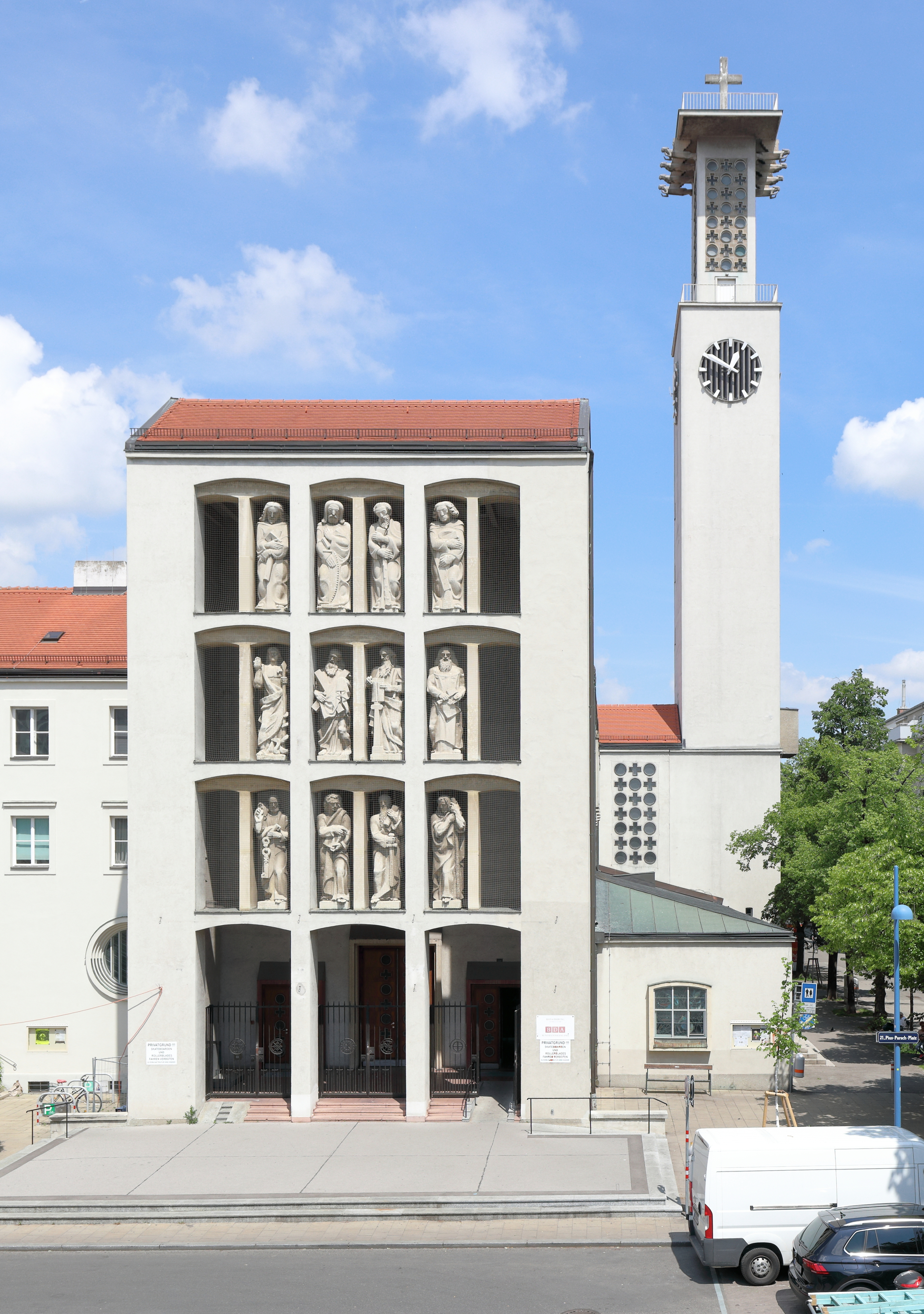
Katholische Pfarrkirche Floridsdorf (1937)
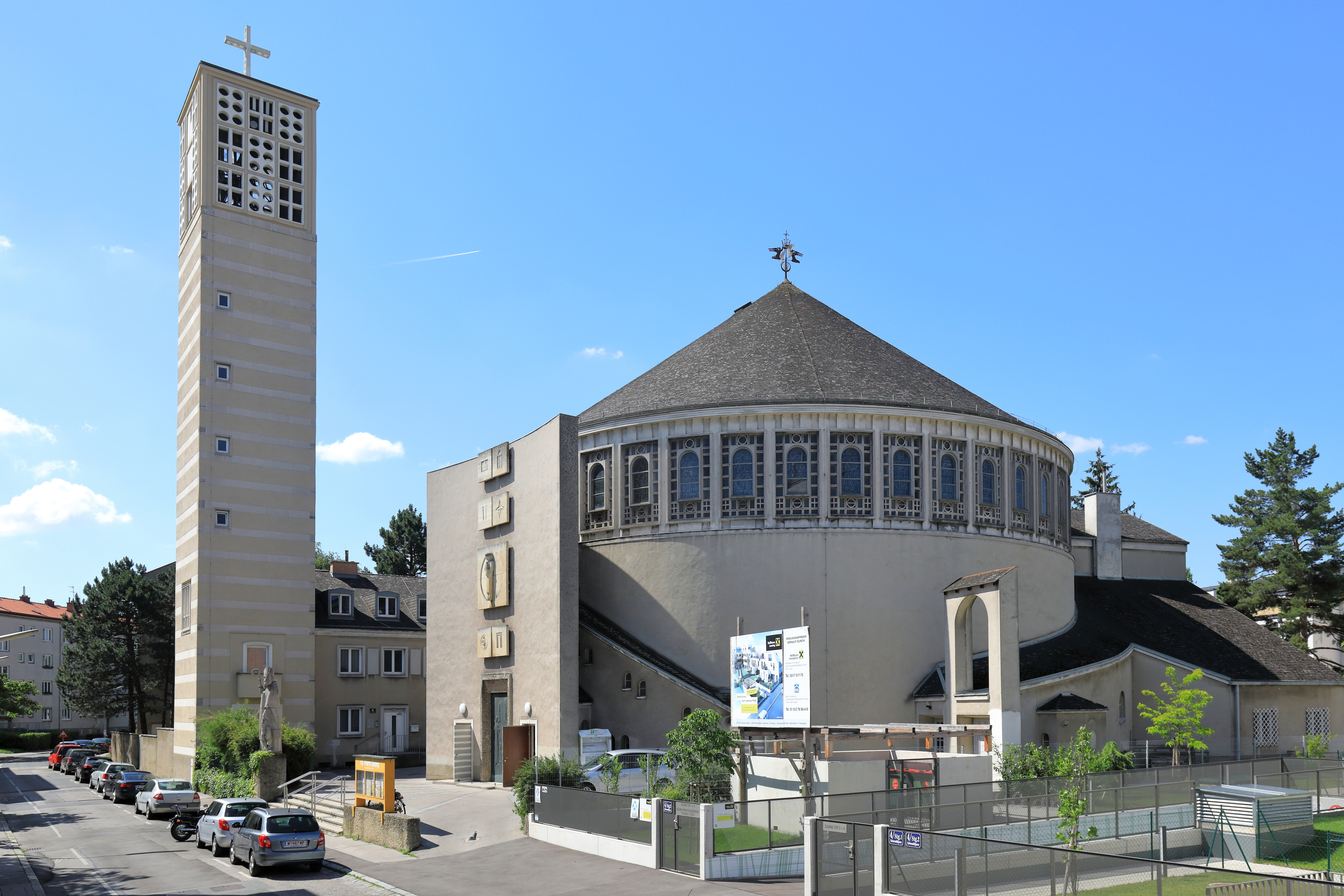
Pfarrkirche Liesing (1953–1955)
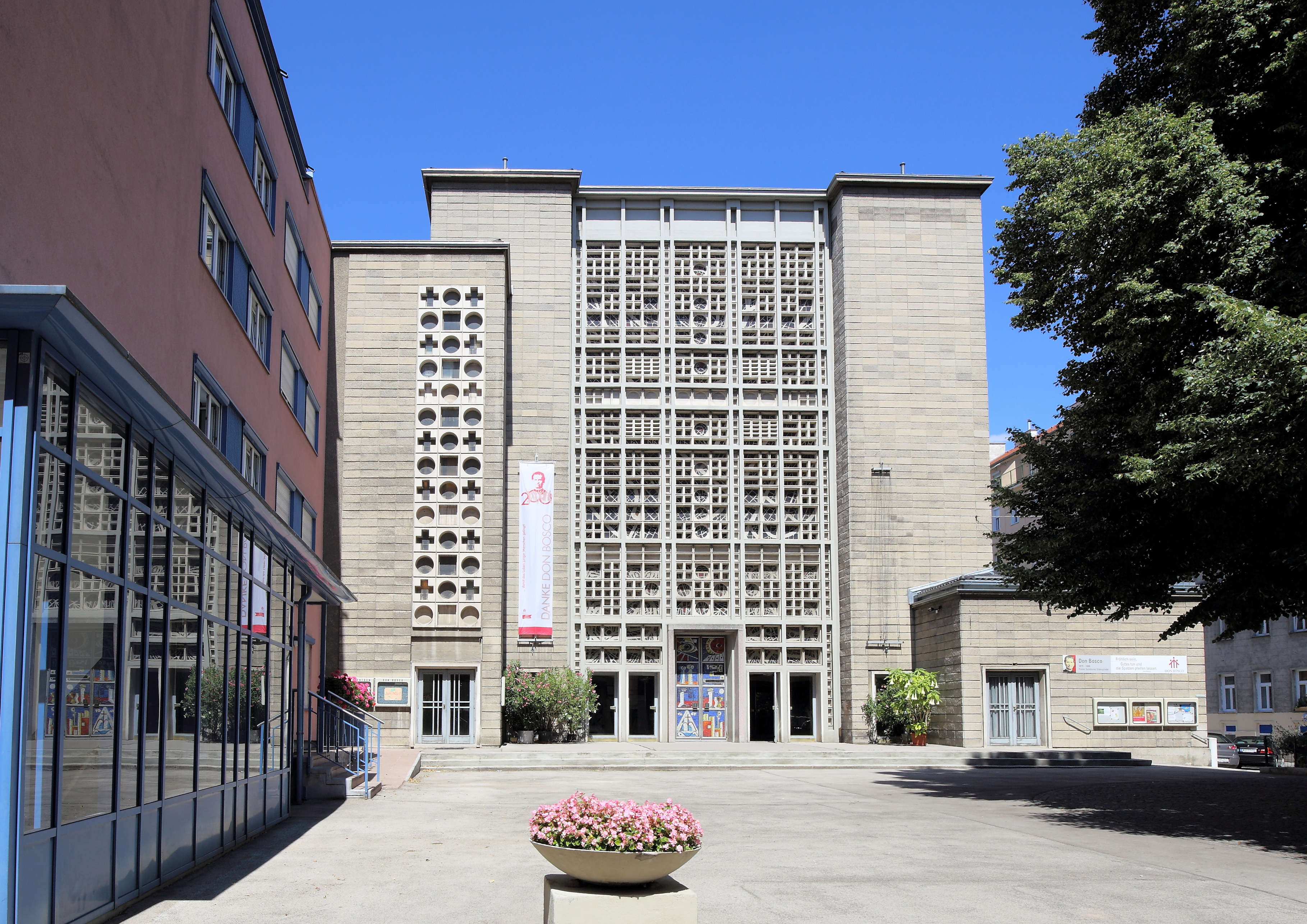
Pfarrkirche Neuerdberg (1954–1958)
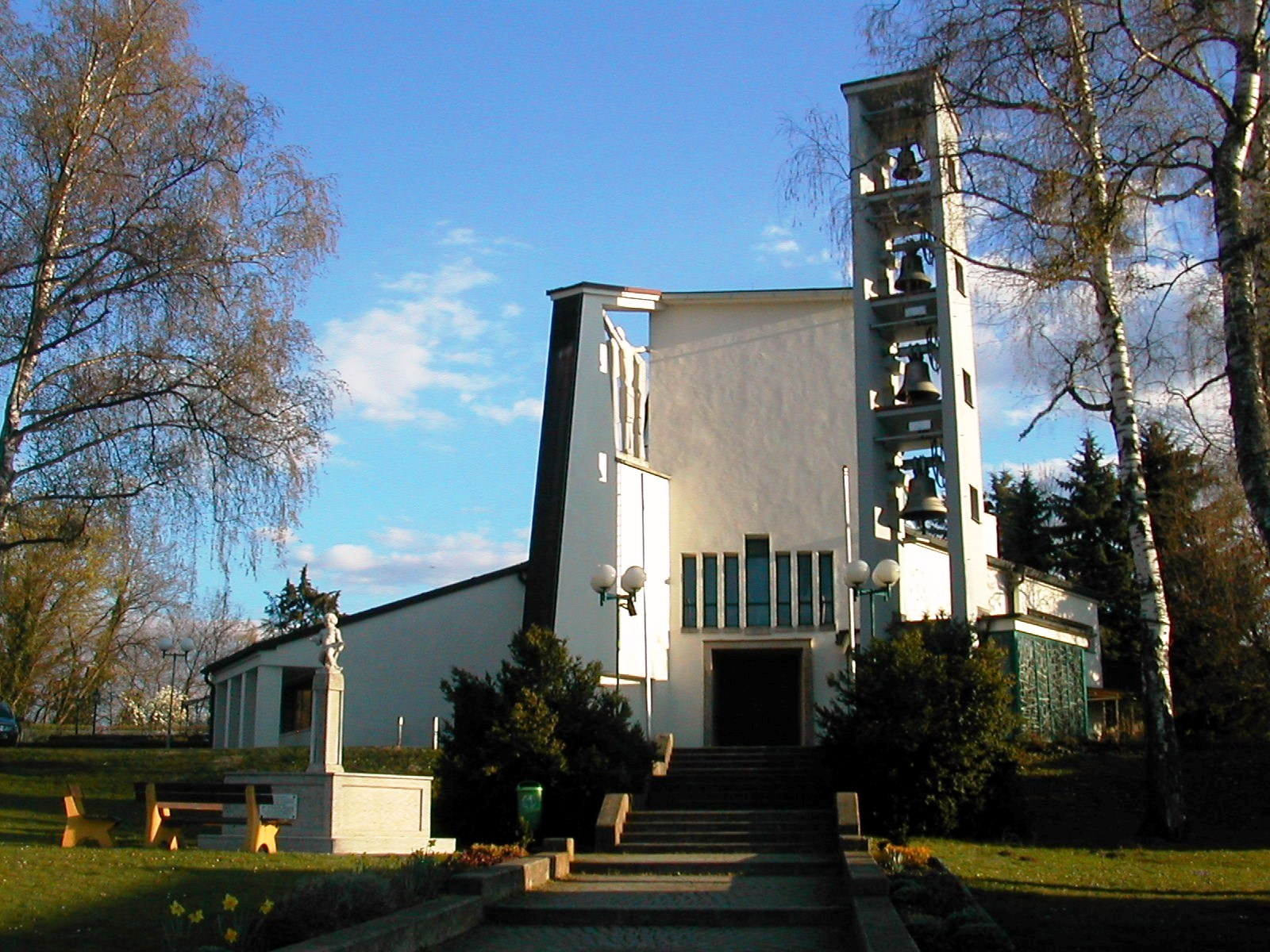
Pfarrkirche Laßnitzhöhe (1962)
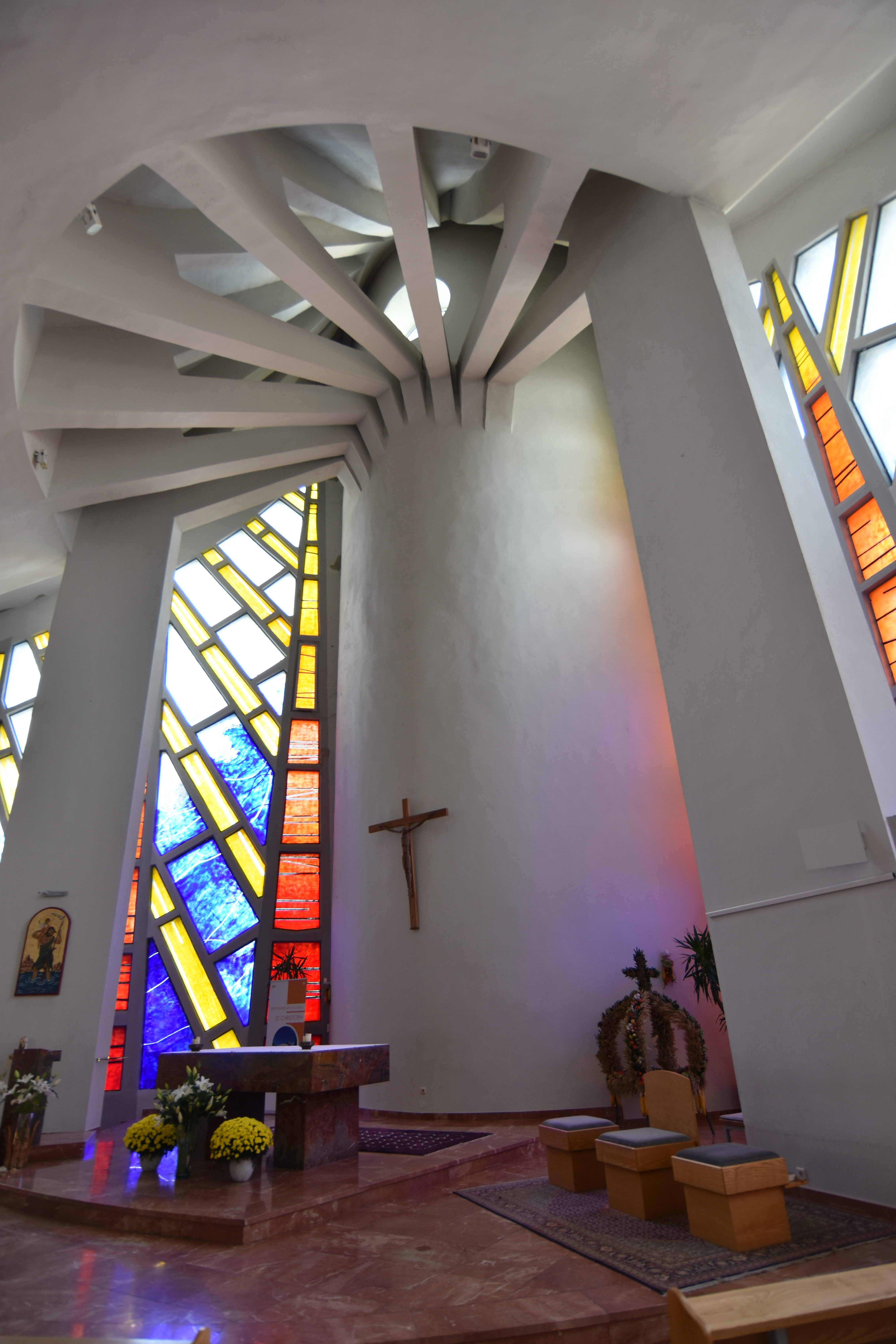
St. Christoph (Graz) (1962–1964)
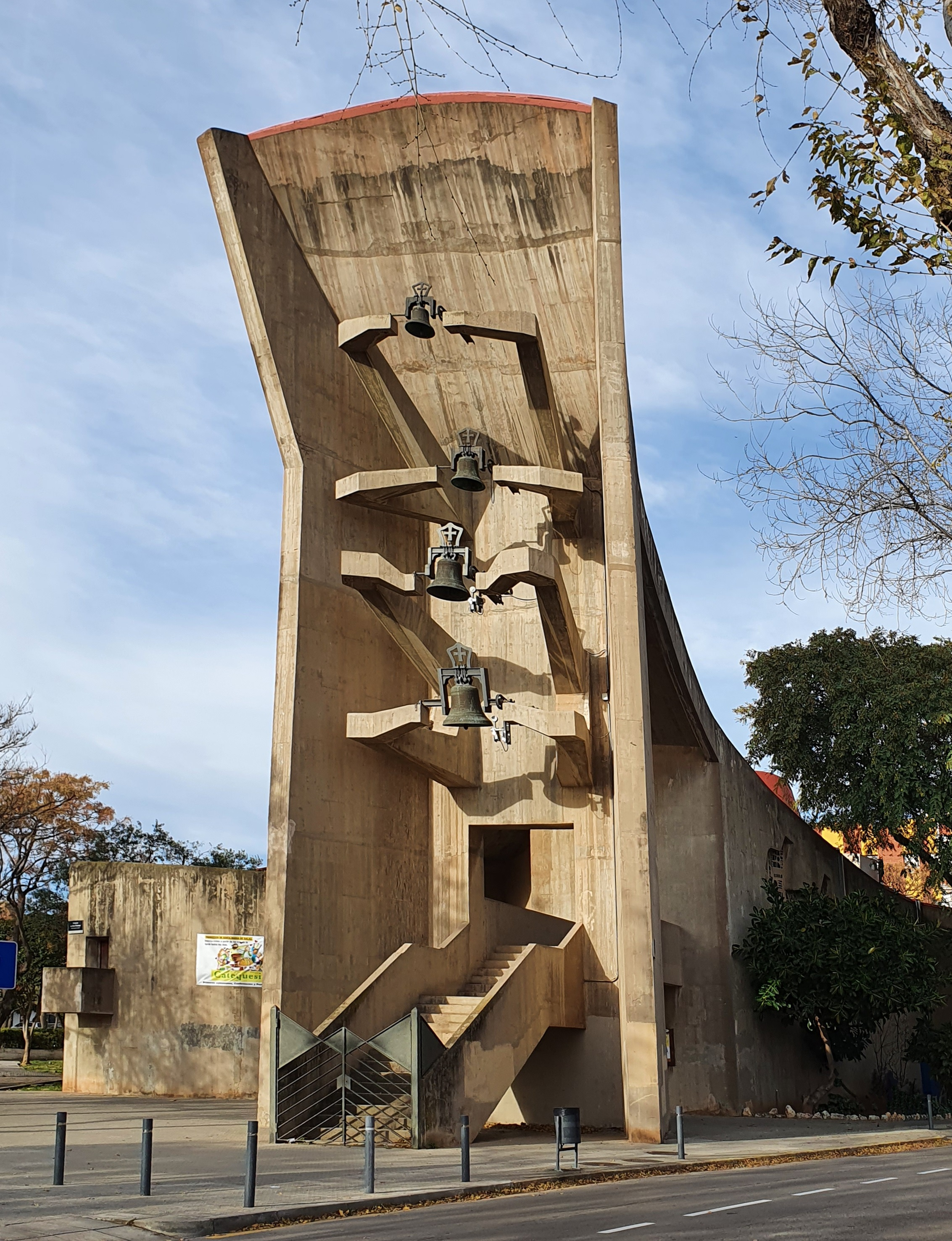
Ortskirche Santa Maria de Sales in Viladecans

## Publikationen
- mit Pius Parsch: Neue Kirchenkunst im Geist der Liturgie. In: Rudolf Pacik (Hrsg.): Pius-Parsch-Studien. Neuauflage Auflage. Band 9. Echter, Würzburg 2010, ISBN 978-3-429-03166-4 (Neu eingeleitet von Rudolf Pacik).
- mit Pius Parsch: Neue Kirchenkunst im Geist der Liturgie, Volksliturgischer Verlag, Wien-Klosterneuburg 1939. (Von Moises Diaz Caneja ins Spanische übersetzt: Arquitectura Y liturgia 1948.)
- Die Schottengruft in Wien. Grabstätte Heinrich Jasomirgotts und des Grafen Rüdiger von Starhemberg , Wiener Schottenstift, Wien 1962.
- mit Josef Engelbert Tomaschek: Die Gottessiedlung zur Hl. Erentrudis in Salzburg-Herrnau. Pfarramt Salzburg-Herrnau, Salzburg 1963.
- mit Lothar Schreyer: Salzburg Herrnau. Für Gott und die Menschen, Metten, Wien 1963.